# Lampsilis orbiculata
Lampsilis orbiculata är en musselart som beskrevs av Hildreth. Lampsilis orbiculata ingår i släktet Lampsilis och familjen målarmusslor. Inga underarter finns listade i Catalogue of Life.